# グラインダー

卓上グラインダ

グラインダー（英: grinder, grinding machine）または研削盤（けんさくばん）とは、研削砥石 (切断といしを含む) を使用し､その回転運動によって加工物の表面の研削または切断を行う機械をいう。研削盤には、大きく自由研削盤と機械研削盤に分類される。グラインダと表記する場合もある。

## 自由研削盤
グラインダ（自由研削盤）を取り扱う場合、研削砥石の取替えまたは取替え時の試運転の業務等においては、グラインダ特別教育を修了した者でなければならないことになっている（労働安全衛生法 第59条、規則第36条）。JIS C 9610:1976では、研削といしを取り付けて使用する定格周波数50 Hz専用若しくは60 Hz専用または50 Hz・60 Hz共用の「携帯電気グラインダ(Portable electric grinders)」を規定している。

### 種類

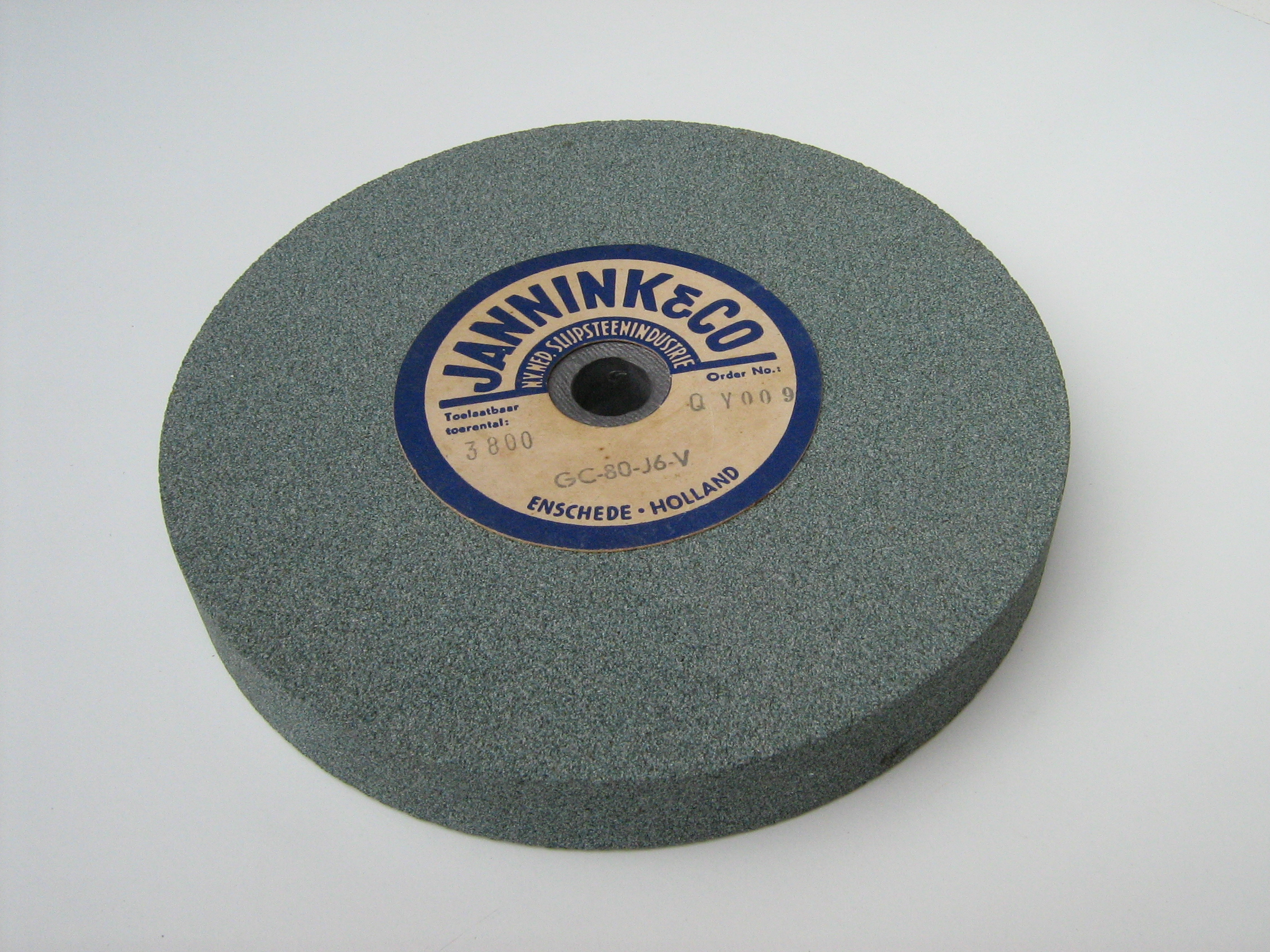
卓上グラインダ用研削砥石

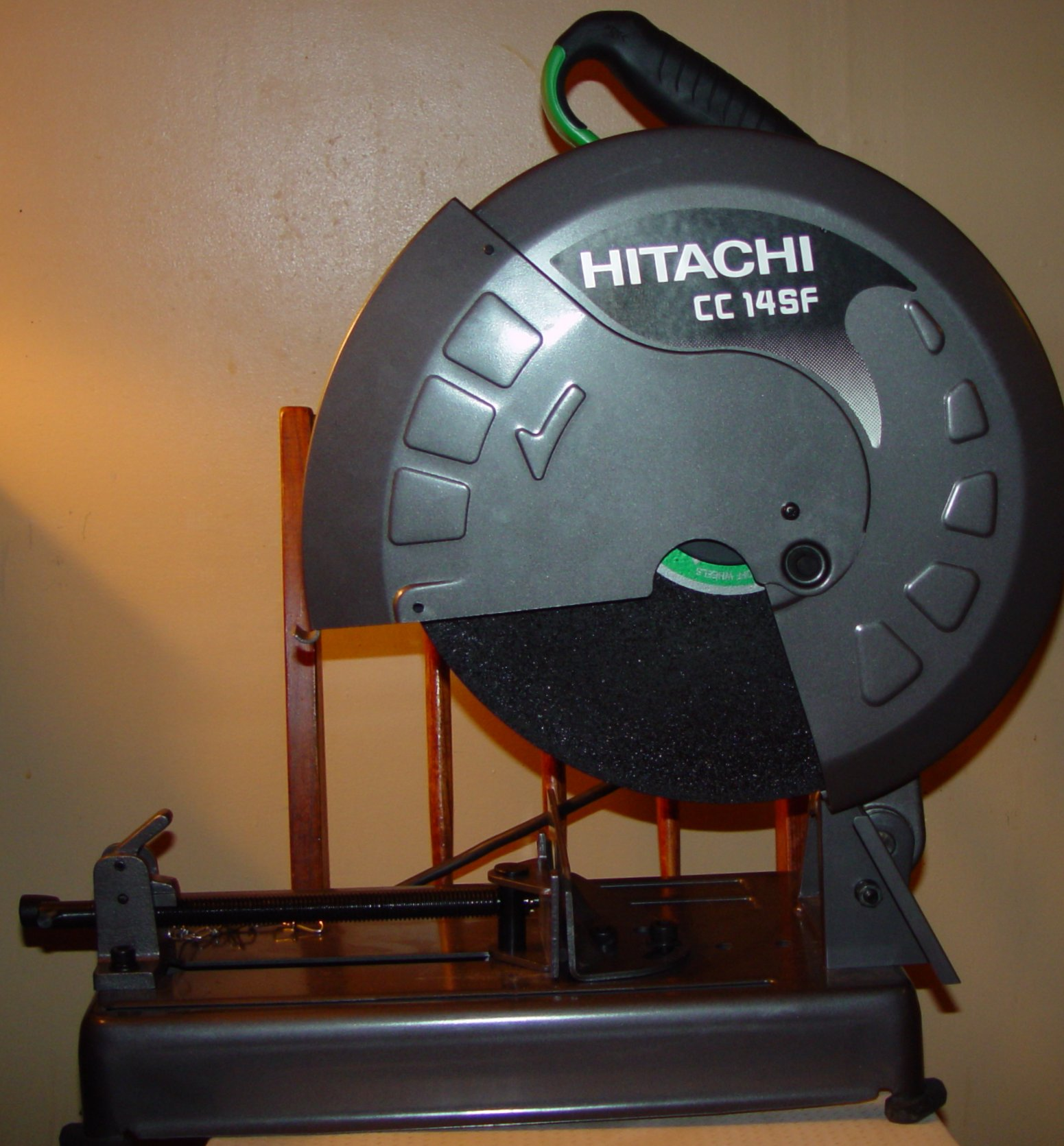
高速切断機

ポータブルグラインダ (Portable Grinder)
ストレートグラインダ (Straight Grinder) とも。電気モータ軸と一直線になった回転スピンドルを持つ、外周研削用ホイールタイプ。造船・鉄骨・橋梁の溶接後のビード削り、仕上げ、黒皮取り、鋼板の面取り、バリ取りに適している。
ディスクグラインダ (Disk Grinder)

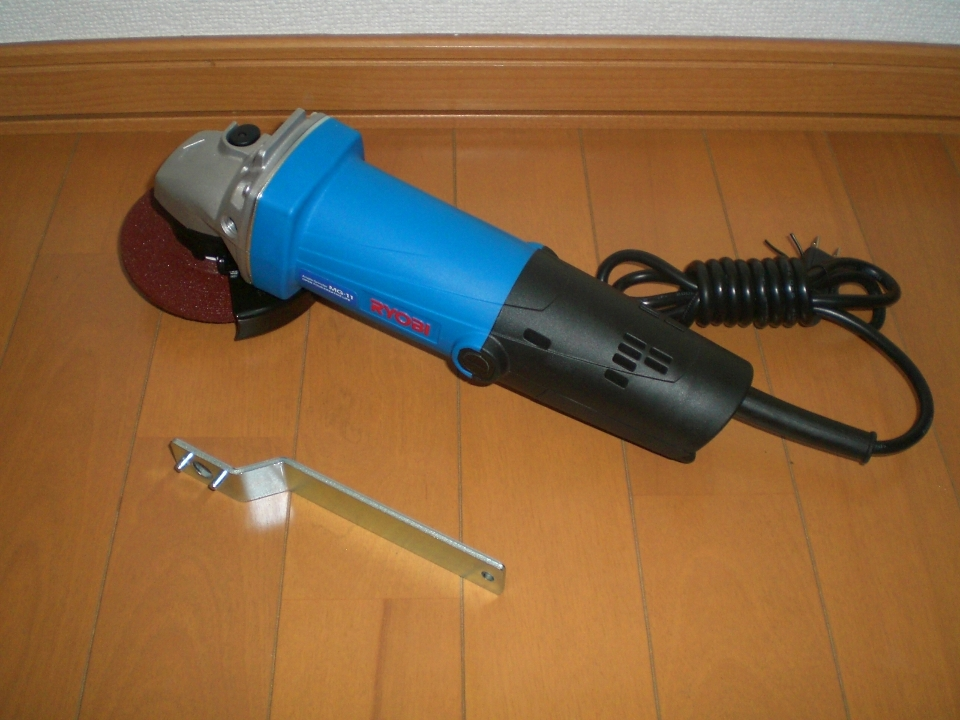
ディスクグラインダ
手前は砥石を取り外す専用工具

職人は、「サンダー」「ディスクサンダー(Disk Sander)」と呼ぶ場合もある。ディスクグラインダが最初に作られたのは、1890年ごろである。
砥石を取り付ける際には、メーカー純正のフランジを使用する必要がある。オフセット形砥石用フランジは、オフセット形砥石専用のフランジでの2種類（JIS形状・ISO形状）がある。砥石と加工面の角度は、角度が低すぎると外周部上面飛散の可能性がある為15 - 30°とする。新しい砥石を使用する時は、深く食い込む恐れがあるので、はじめはグラインダを手前に引きながら研削を行なう。ディスクの直径は、100・125・150・180ミリメートルがある。ディスクの種類を換えることによって、金属の切断・切削・研磨、レンガやブロックの切断・切削、木材の削り・掘り込み等に使用出来る（ディスクの種類を換えるとき，砥石カバも適切な種類の物を選択する必要がある）。
交換用ディスクの種類
- 切断砥石 - 標準装備されている事が多い。金属の平面研削、切断に使用する。
- ダイヤモンドホィール - レンガやブロックの切断に使用する。
- ネット型砥石 - 面の研削に使用する。
- カップ型ワイヤーブラシ - カップ状に真鍮やステンレス等のワイヤーが植え込まれたブラシで、金属の錆び落としに使用する。ナイロンのブラシもあり、金属の汚れ落とし等に使用する。
- フェルトディスク - フェルトをディスク状に成形したもの。フェルトにバフ研磨剤を塗って、金属の鏡面仕上げ等に使用する。
- 多羽根ディスク - サンドペーパーの小片を重ねて並べた研磨ブラシで、木工用・金工用があり番手も色々ある。
- エグリカッター - 木材をえぐるように削る木工用ディスクで木彫等に使用する。

- ディスクグラインダ用各種ディスク
- ディスクグラインダ用オフセット砥石
- 石材用ダイヤモンドディスク
- ダイヤモンドホィール

アングルグラインダ (Angle Grinder)

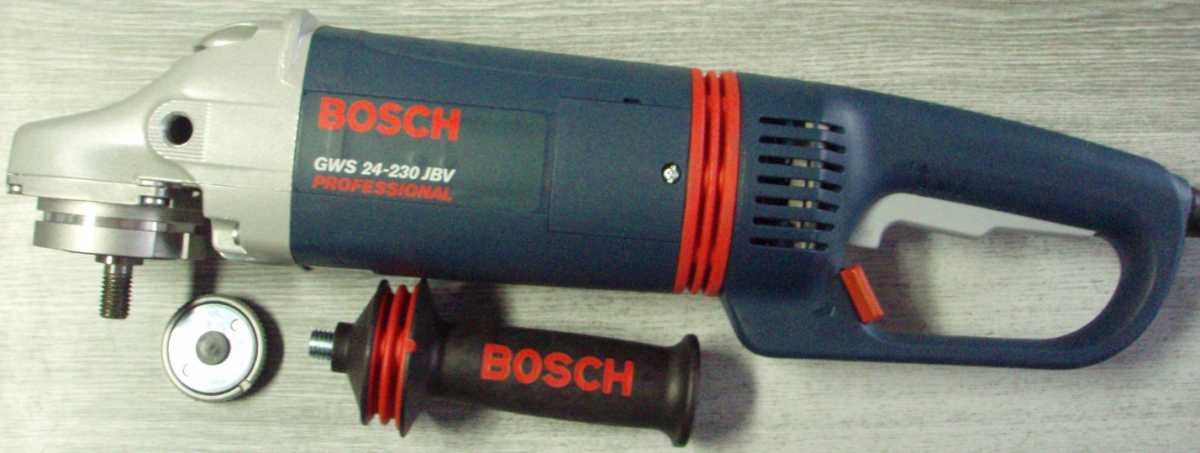
アングルグラインダ

金属などの研削・研磨に適している。錆および材料の除去に最適なタイプである。エアー駆動が多い。
バーチカルグラインダ (Vertical Grinder)
縦型グラインタ、モータ軸と一直線になった回転スピンドルを持つ、側面研削用タイプ。バーチカルグラインダは、重い材料の除去に適する。溶接工場、製造設備、製鉄所、造船所等で使用される。
ハンドグラインダ
モーターと回転軸が一直線で両手に持って使用する、小型タイプのグラインダ。コレットチャックにより各種形状の軸付き砥石を取付けられる。主に、小型部品の仕上げ研削に使用される。
卓上(床上)用グラインダ (Bench Grinder)
スピンドルに固定された回転している一つまたは二つの砥石によって、金属または類似の材料を手で保持し研削する。

スインググラインダ
ホイスト吊下げタイプで自由な移動が可能であり、グラインダをスイングさせて鋳造品のセキや押し湯部の切断をおこなう。
切断機（高速切断機）

## 機械研削盤
研削盤とは工作機械の一種であり拘束された材料(ワーク)を回転する砥石で研削加工するものである。通常は他の工作機械で大まかな形状を加工した後に用いられる。多くの場合、ワークと砥石は線接触となり回転する砥石に対しワークを相対的に動かすことにより面を創成する。基本的には固定砥粒により金属、または、非金属などの対象ワークに砥石形状を転写することにより、対象ワークを加工する。

### 種類
平面研削盤
平面を加工するものである。ワークの運動方法により、回転する立て軸回転テーブル形、往復する横軸角テーブル形、通過する両頭形などさまざまな種類があり砥石形状との組み合わせは多岐にわたる。
円筒研削盤

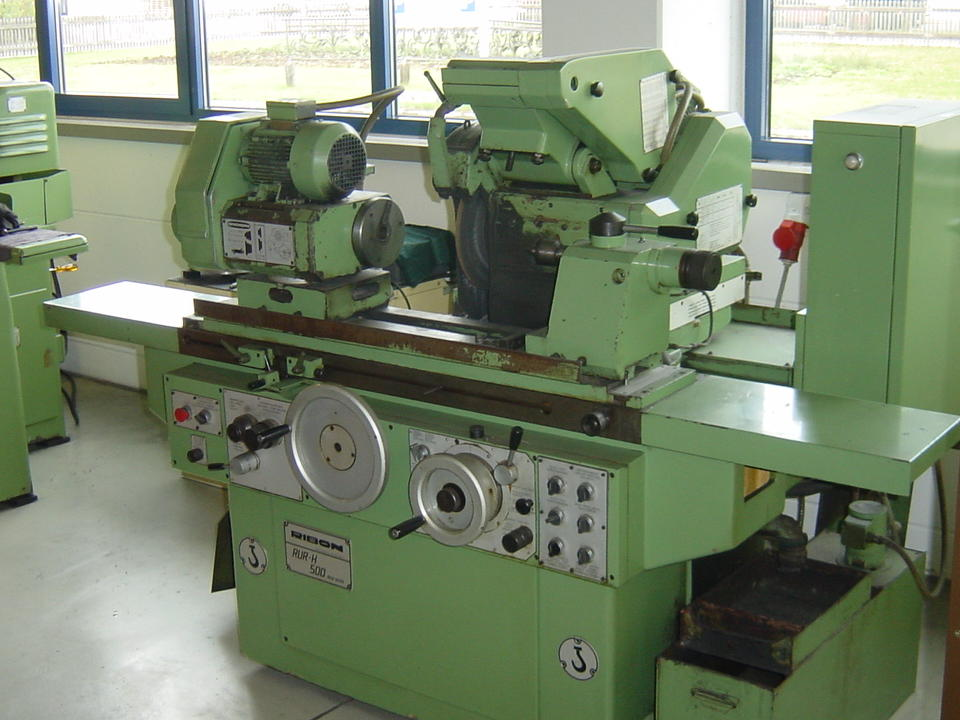
円筒研削盤の例

ワークをセンタで保持して回転させ円盤状の砥石の外面で円筒外面を加工するものである。また円筒ワークの平面部分も加工することができる。似た構造のものにカム研削盤、クランクピン研削盤がある。
心なし研削盤
円筒外面をセンタなしで加工するものである。センタレス研削盤ともいわれる。研削砥石と送り砥石でワークをはさみ、それを下からブレードで支えて加工する。ワークは送り砥石に押し付けられその回転と逆方向につれて回る。複数のワークを連続して加工することができるので高能率である。
内面研削盤
円筒内面(穴)を加工するものである。砥石はその穴より小さいものが用いられるため高速回転することが求められる。
歯車研削版
歯車の歯面を薄い砥石で加工するものである。
自由曲面研削盤
非球面レンズやその金型などの自由曲面を加工するものである。この場合ワークと砥石は点接触に近くなる。
プロファイル研削盤
クリープフィード研削盤
クリープフィード研削を行う専用の研削盤。
成形研削盤

工具研削盤

ネジ研削盤

## 主なメーカー
- 自由研削盤
  - マキタ - 京セラインダストリアルツールズ - 工機ホールディングス - ボッシュ - ブラック・アンド・デッカー
- 心なし研削盤（センタレスグラインダ）
  - ミクロン精密
- 内面研削盤（インターナルグラインダ）
  - トーヨーエイテック - ミクロン精密
- 立形研削盤
  - 太陽工機
- クリープフィード研削盤（インターナルグラインダ）
  - ブローム（Blohm Jung GmbH）
- 平面研削盤
  - 岡本工作機械製作所
- 円筒研削盤
  - シギヤ精機製作所
  - 水口製作所

## 危険性
グラインダーからは、高温の火花が飛び、キックバックの危険性もある。

### 火災
グラインダーから生じる火花は、飛散距離が約1ｍから最大5ｍになることもあり、金属の種類等にもよるが火花の温度は1700度に達することもある特徴があり、火災の原因となることがある。 
火災予防条例の第28条では、可燃性の物品の附近でしてはいけない作業の1つとして、グラインダーで火花がでる作業を明記している。
- 2021年3月、ディスクグラインダーで鉄筋の切断作業を行い、枯草に引火し延焼[3]。
- 2021年12月22日、宇都宮市の文星芸術大学で、美術学部の21歳の女子学生が作品制作で鉄板をグラインダーで切る作業を1人で行い、火花から着衣着火し、死亡した。女子大生は引火しにくい作業着や厚手の手袋を用い安全対策を行っていたが、燃えやすいインナーを着ており首元から引火したとみられている[5][6]。元助手の26歳男性は、女子学生の近くにいたという[7]。

- 2025年1月、グラインダーで金属製ポールの切断作業で生じた火花がトラックのガソリンに引火したと見られる火災で、トラックが全焼[8]。

### その他の事故
- 手持ち式グラインダーが跳ねて、回転中の砥石が作業者にあたり死亡。綿製の作業服に安全靴と軍手をしていたものの、回転中の研削といしとの接触による災害を防ぐレベルの保護具を使用していなかったことが、労災の一因とされる[9]。

- 砥石が割れて、砥石の破片が飛来し保護具未使用の作業者にあたり、作業者が死亡[10]。

## その他
- 食品の挽肉を製造する機械をミート・グラインダー（肉ひき機）と呼ぶ。転じて人海戦術のような激しい消耗戦が行われる戦場もミート・グラインダーと呼ばれるようになった[11]。